# ماك بوك آير
ماك بوك إير (بالإنجليزية: MacBook Air)‏ هو حاسب محمول من عائلة ماكنتوش من إنتاج شركة أبل كمبيوتر، ظهر لأول مرة في معرض ماك وورلد 2008، يتميز هذا الجهاز بالنحافة والخفة البالغة واعتبر الكمبيوتر المحمول الأكثر نحافة في وقته حيث يبلغ سمكه 1.93 سم في المنطقة الأكثر سماكة و 0.4 سم في المنطقة الأقل سماكة كما يبلغ وزنه 1.36 كغ.

## نظرة عامة

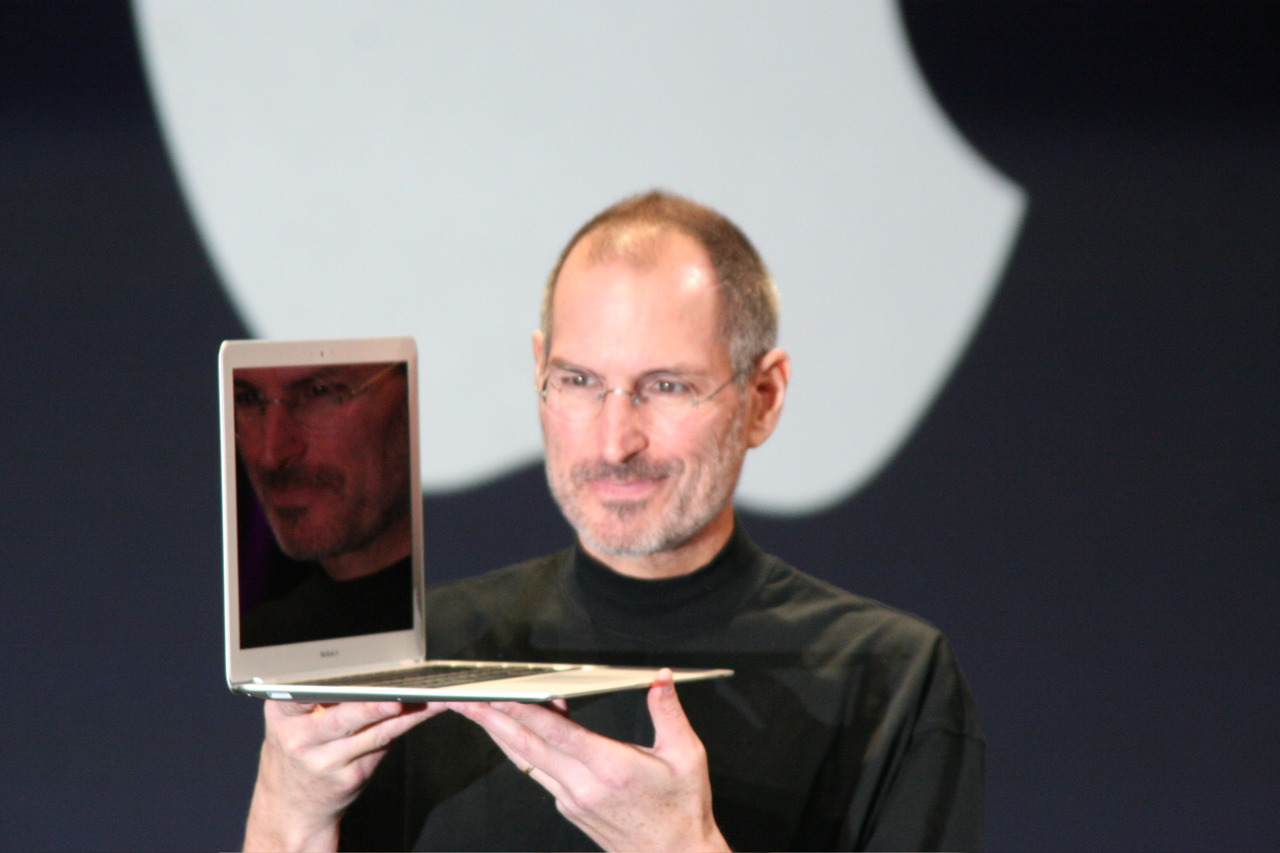
ستيف جوبز يعرض الجهاز

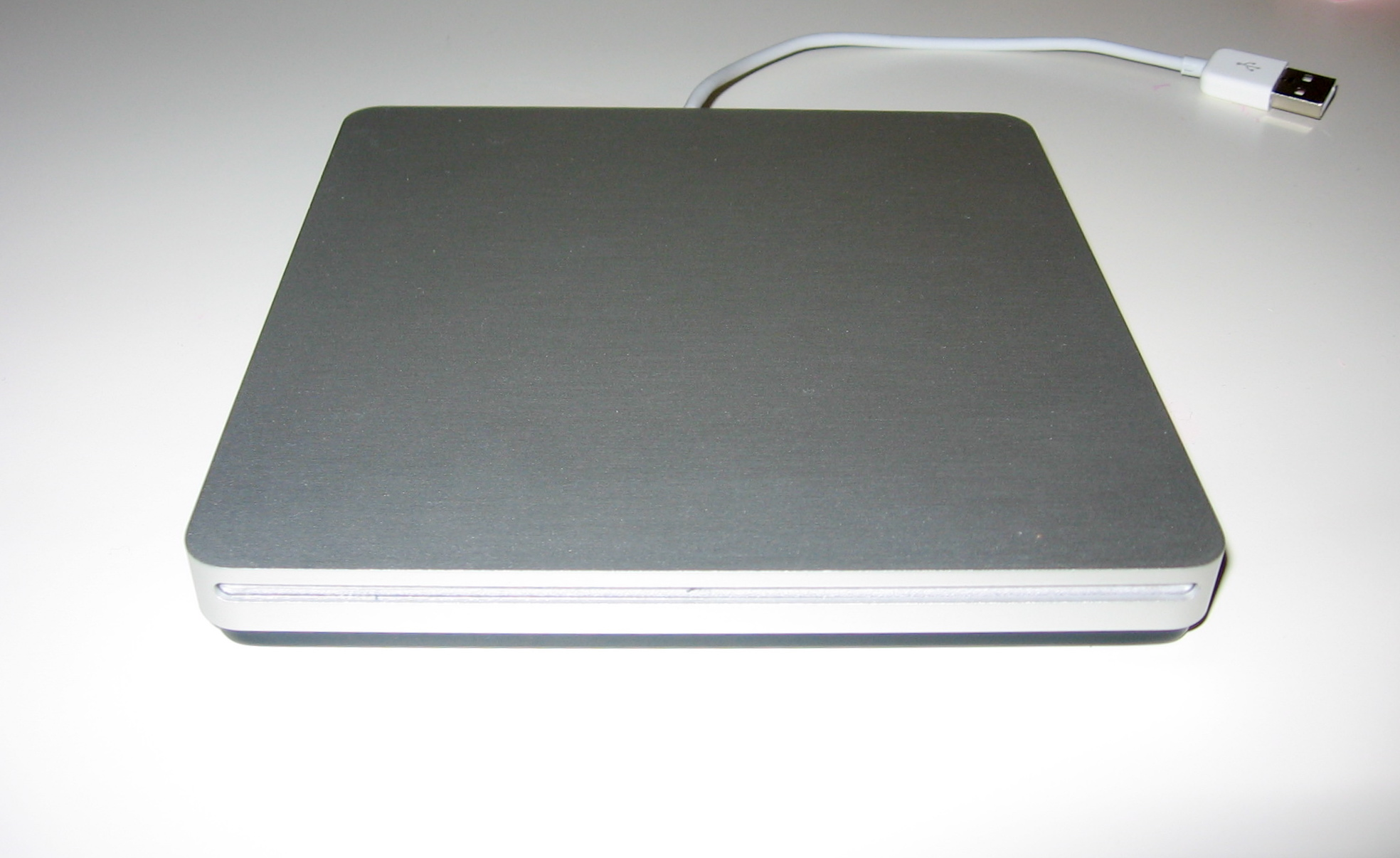
محرك الأقراص المسمى سوبر درايف لقرأة الأسطوانات

من أجل الوصول إلى هذا الحجم الصغير قامت أبل بتجاهل بعض الوظائف الرئيسية في الحاسب المحمول حيث لا يحتوي الماك بوك إير على قارئ أسطوانات أو دي في دى ولتجاوز هذه المشكلة يمكن للمستخدم أن يشتري سوبر درايف أو كومبو درايف وهو جهاز من إنتاج أبل يمكنه قرأة الأسطوانات ويتم توصيله بالجهاز عن طريق اليو إس بي أو استخدام برنامج خاص يمكنه استخدام الأسطوانة وقرأتها أثناء وجودها في جهاز أخر
يحتوي الماك بوك إير على معالج إنتل كور 2 ديو، الماك بوك إير يحتوي نظام القفل المغناطيسي مثل جميع أجهزة ماك بوك وغلاف من الألومينيوم مثل جهاز ماك بوك برو.
لوحة اللمس المخصصة للتحكم في الماوس تعمل بتكنولوجيا اللمس المتعدد (Multi-Touch) مثل جهاز آي باد.

## وصلات خارجية
- موقع ماك بوك إير
- موقع شركة أبل